# Fermentum

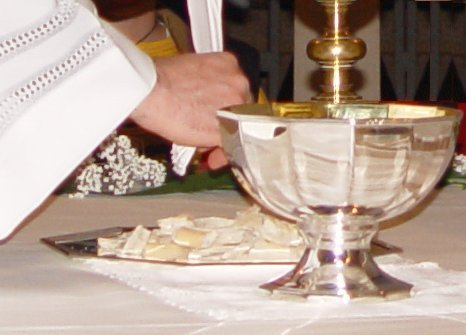
Łamanie chleba poprzedzające włożenie partykuły do kielicha

Fermentum (dosł. łac. zaczyn, kwas) – w starożytnym chrześcijaństwie zwyczaj wysyłania cząstki chleba eucharystycznego konsekrowanego przez biskupa Rzymu (papieża) do prezbiterów rzymskich domów modlitw (tituli), symbolizujący łączność papieża z duchownymi Rzymu, którzy nie mogli przybyć na niedzielną Eucharystię. W VIII w. fermentum konsekrowane podczas Eucharystii wkładano do kielicha podczas commixtio (zmieszania postaci mszalnych) następnej liturgii eucharystycznej, co wyrażało eklezjalną jedność oraz podkreślało znaczenie Eucharystii jako signum unitatis (znak jedności). W średniowieczu fermentum zapewniało łączność sprawowanej liturgii z Eucharystią nieobecnego na liturgii stacyjnej biskupa Rzymu, a także wyrażało troskę papieża o umocnienie w wierze nowego biskupa lub też troskę biskupa o wzmocnienie neoprezbiterów lub konsekrowanych dziewic. W Kościele katolickim zwyczaj zaniknął z końcem wieków średnich. Współczesną pozostałością jest ryt zmieszania świętych postaci, dokonywany podczas mszy świętej po łamaniu chleba. W kościołach wschodnich zwyczaj przetrwał wieki.

## Łamanie chleba
Czynność łamania konsekrowanego chleba (fractio) podczas Eucharystii ma swoją historię sięgającą samych początków chrześcijaństwa, ale nie miało analogii w Starym Testamencie, w którym określenie parasz lechem dotyczyło tylko zwykłej czynności dzielenia chleba. Teksty Nowego Testamentu używały tego określenia jako pierwotnej nazwy Eucharystii (zob. 1 Kor 10, 16n; Dz 2, 42). Nazwa „łamanie chleba” nawiązywała do biblijnego cudu rozmnożenia chleba, ostatniej wieczerzy i spotkania Jezusa z uczniami w Emaus, gdzie uczniowie rozpoznali go „przy łamaniu chleba”.
Sama czynność łamania konsekrowanego chleba (do IX w. używano chleba kwaszonego) odbywała się podczas śpiewu Agnus Dei, wprowadzonego do liturgii przez papieża Sergiusza I. W Kościele katolickim gest łamania chleba utracił swoją pierwotną czytelność wraz z wprowadzeniem do liturgii chleba niekwaszonego, oraz przygotowywania małych komunikantów, które nie wymagały łamania. W kościołach wschodnich stosowany jest nieprzerwanie chleb kwaszony (prosfora). Samo łamanie chleba niosło ze sobą symbolikę odnoszącą się do śmierci Chrystusa i  podkreślania uczestnictwa wiernych w jednej, wspólnej ofierze.

### Commixtio
Czynnością związaną z łamaniem konsekrowanego chleba był zwyczaj zanurzania cząstki konsekrowanego chleba w kielichu konsekrowanego wina – zwany commixtio. Od VIII w. papież do tej czynności używał fragmentu chleba konsekrowanego podczas poprzedniej liturgii eucharystycznej, co miało stanowić znak, iż jest to jedna i ta sama Eucharystia, „którą sprawowano wczoraj i dzisiaj”.

## Rys historyczny
Korzenie panującego w pierwotnym kościele zwyczaju przesyłania cząstki konsekrowanego chleba można odnaleźć w obrzędach innych religii. W starożytnej Grecji funkcjonował zwyczaj przesyłania cząstki z uczty (meris) na cześć jakiegoś bóstwa. Taki związek potwierdza fakt używania przez Hipolita Rzymskiego w Traditio Apostolica nazwy meris na określenie cząstki, jaką otrzymywali uczestnicy uczty miłości.

### Kościół pierwotny

#### Komunia dla „nieobecnych”
W pierwotnym chrześcijaństwie lokalne Kościoły funkcjonowały zwykle jako niewielkie wspólnoty, które mogły się mieścić na wspólnych liturgiach w jednym budynku, a liturgię eucharystyczną sprawował ich biskup. Funkcjonowała wówczas reguła sprawowania jednej, wspólnej Eucharystii dla całego lokalnego Kościoła. Gdy około 130 roku w Kościele w Filadelfii następowały rozłamy i spory, Ignacy Antiocheński skierował do tych wiernych list: „Starajcie się uczestniczyć w jednej Eucharystii. Jedno jest bowiem Ciało Pana naszego Jezusa Chrystusa i jeden kielich, by nas zjednoczyć z Krwią Jego, jeden ołtarz, jak też jeden biskup razem z kapłanami  i diakonami, współsługami moimi. W ten sposób wszystko, co czynicie, będziecie czynić po myśli Bożej”. Do chrześcijan ze Smyrny Ignacy Antiocheński pisał: „Niechaj nikt poza biskupem nie dokonuje niczego, co dotyczy Kościoła. Niech będzie uznana za ważną ta Eucharystia, która odbywa się pod przewodnictwem biskupa lub tego, komu ją powierza”. Podobnie papież (384–399) Syrycjusz (papież) zarządził, że żaden prezbiter nie powinien odprawiać Eucharystii jakimkolwiek dniu tygodnia, chyba że otrzymał fermentum jako znak zezwolenia biskupa. W połowie II wieku Justyn Męczennik potwierdzał, że diakoni zanosili komunię współwyznawcom „nieobecnym” na tej wspólnej liturgii eucharystycznej.

#### Roznoszenie konsekrowanego chleba z papieskiej Eucharystii do rzymskich prezbiterów
Pod połowie III wieku łączna liczba chrześcijan prawdopodobnie przekraczała 200 tys. wiernych, a w końcu III w. w samym Rzymie mieszkało 30–40 tysięcy wyznawców. Nowo powstające wspólnoty zbierały się w kolejno powstających domach modlitw, które były lokowane w budynkach pochodzących z darowizn bogatych współwyznawców. Każda z rezydencji była oznaczana imieniem właściciela umieszczonym na budynku szyldzie tzw. (titulus), stąd owe domy modlitw były nazywane tituli. W miarę tak znacznego rozrastania się społeczności chrześcijańskich w poszczególnych miastach, wspólne gromadzenie się w jednym domus ecclesiae było już niemożliwe i powstawały nowe miejsca sprawowania kultu, w których chrześcijanie gromadzili się na modlitwach i wyjaśnianiu Pism, ale zachowano regułę sprawowania jednej Eucharystii w Niedzielę. 
List papieża Korneliusza zawiera informację, że w 253 w Rzymie było 46 prezbiterów. Po odliczeniu tych, którzy posługiwali papieżowi, było więc jeszcze od trzydziestu do czterdziestu prezbiterów posługujących w domach modlitw w dzielnicach Rzymu i na jego przedmieściach. Możliwość sprawowania pełnej Eucharystii przysługiwała tylko prezbiterom sprawującym sakrament poza murami miasta. Skoro prezbiterzy z poszczególnych wspólnot rzymskich nie mogli sprawować odrębnych Eucharystii, to istniała potrzeba niepozbawiania ich i lokalnych wspólnot dostępu do obu postaci eucharystycznych. 
Podczas uroczystej liturgii sprawowanej przez papieża posługiwało mu siedmiu akolitów. Według Ordo Romanus akolici stali zgromadzeni w półkolu przy ołtarzu z odchylonymi płaszczami i z podniesionymi rękoma tak, by archidiakon mógł liturgicznie podać im puszki. Akolici otrzymywali fermentum ułamane przed pocałunkiem pokoju w czasie papieskiej liturgii. Chowali Najświętszy Sakrament w puszce skrywanej pod płaszczem (z tego powodu podczas święceń otrzymywali duże lniane płaszcze) i zanosili do innych biskupów i kościołów na znak łączności oraz jedności wiary (fermentum, sancta). Akolici docierali do domów modlitw, gdzie prezbiter sprawujący liturgię wkładał owo fermentum do kielicha w celu dokonania w ten sposób konsekracji wina, co pozwalało na spożywanie komunii pod dwiema postaciami. Fermentum dawało prezbiterom z tituli możliwość współuczestniczenia w sakramencie uznawanym za niezbędny dla zbawienia wiernych, a do którego nie mogli mieć w inny sposób dostępu. Dawało także możliwość wyrażenia eklezjalnej jedności oraz podkreślenia znaczenia Eucharystii jako signum unitatis.
Kiedy więc prezbiterzy zaczęli sprawować niedzielne liturgie poszczególnych tituli Rzymu, dostarczanie do nich cząstek konsekrowanego chleba stanowiło nawiązanie do zanoszenia w II w. komunii nieobecnym braciom. Rozsyłanie fermentum do tych prezbiterów było więc zastosowaniem zwyczaju przewidzianego dla chrześcijan, którzy z różnych powodów nie mogli sami uczestniczyć w Eucharystii. Można więc uznać, że w takim sensie owi prezbiterzy byli zaliczani w poczet „nieobecnych usprawiedliwionych”.
Liber Pontificalis przypisuje organizację tej praktyki Milcjadesowi, który był papieżem w latach 311–314. Miał on rozporządzić, by cząstki konsekrowanego Chleba (oblationes), były rozsyłane do poszczególnych kościołów: „Hic fecit, ut oblationes consecratas per ecclesias ex consecratu episcopi dirigerentur, quod declaratur fermentum”.
Dbałość o zachowanie jedności Eucharystii funkcjonowała za czasów św. Augustyna. W Hipponie odprawiano tylko jedną Eucharystię w niedzielę. W 444 lub 445 papież Leon I przesłał list do patriarchy Aleksandrii Dioskura I, by ten złagodził swoje podejście w tym zakresie poprzez organizowanie Eucharystii, ilekroć zbierze się odpowiednia liczba wiernych, a także by kolejne liturgie były celebrowane w tej samej bazylice. Z listu Leona I wynika więc troska o dostosowanie reguły funkcjonującej w Aleksandrii do zasad obowiązujących w Rzymie.

#### Przesyłanie fermentum między biskupami
W starożytnym Kościele istniał zwyczaj przesyłania między biskupami cząstki konsekrowanego Chleba eucharystycznego, co miało wyrażać panującą między nimi jedność oraz przekazać znak pokoju. Ze względu na troskę o zachowanie szacunku wobec Eucharystii obyczaj ten został zakazany w 360 przez Synod w Laodycei (360). Zwyczaj ten przetrwał w Kościele w postaci tradycji przesyłania sobie nawzajem przez biskupów różnego rodzaju eulogii (najczęściej na Wielkanoc). Zwykle był to fragment święconego chleba, ale przesyłano także i inne dary.
Gest wysyłania takich darów nie może być rozpatrywany jako źródło zwyczaju stosowania fermentum. Starożytna eulogia (zarówno chrześcijańska, jak i pogańska) polegała jednak na przesłaniu przedmiotów, które były uprzednio ofiarowane Bogu, a dopiero wysłanie tak przygotowane były przekazywane, by wyrazić obdarowanemu przyjaźń i przynieść mu szczęście i błogosławieństwo. Natomiast przesyłanie fermentum miało umożliwić prezbiterom z tituli możliwości uczestniczenia w sakramencie, którego nie mógł w inny sposób otrzymać, a który był przez chrześcijan uważany za niezbędny dla  zbawienia.

#### Teoria Giorgio La Piana
W sformułowanej w latach 20. XX w. opinii historyka religii, teologa i mediewisty Giorgio La Piana zawarta była teza o innej możliwej przyczynie powstania zwyczaju fermentum.  Mogło nią być samo istnienie w pierwszych wiekach chrześcijaństwa różnych grup wiernych w rzymskim Kościele. Zdaniem La Piana niewątpliwie istniała silna potrzeba utrzymania jedności między różnymi wspólnotami, którym mogło grozić wchłonięcie przez różne kulty misteryjne oraz przez ogólny synkretyzm ówczesnych religii i myśli filozoficznych.

### Średniowiecze
Jak wynika z listu papieża Innocentego I do Decencjusza, biskupa Gubbio, zwyczaj ten przetrwał w Rzymie do wieku V. W liście tym Innocenty I jako pierwszy użył nazwy fermentum.

#### List papieża Innocentego I do Decencjusza
19  marca 416 papież Innocenty I wysłał do Decencjusza, biskupa Gubbio, miasta w Umbrii list Si institua, w którym papież udzielał odpowiedzi na zadane przez biskupa pytania, dotyczące różnic w funkcjonowaniu diecezji w Rzymie i Gubbio. W obrębie Rzymu istniał główny ośrodek kultu, w którym Eucharystie sprawował papież i liczne tituli funkcjonujące pod opieką prezbiterów, zaś poza murami miasta istniały tylko kościoły przycmentarne. Gubio, jako stolica wiejskiego obszaru, miało jeden mały kościół obsługiwany przez lokalnego biskupa, a w okolicznych wsiach funkcjonowały parrochiae ze swoimi prezbiterami. Decencjusz dopytywał papieża, czy powinien do tych prezbiterów wysyłać fermentum, jak to czyni w Rzymie papież w stosunku do prezbiterów z tituli. 
Innocenty I wyjaśnił, że fermentum,  jest posyłane do prezbiterów posługujących w tituli położonych w obrębie murów miasta. Tamtejsi prezbiterzy przewodniczyli liturgiom  dla lokalnych wiernych i w związku z tym nie mogli uczestniczyć w Eucharystii sprawowanej przez papieża. Innocenty wyjaśniał, że akolici zanosili tam fermentum, by owi prezbiterzy nie czuli się odłączeni od wspólnoty z biskupem Rzymu, a przecież byli członkami kościoła rzymskiego. Fermentum nie było więc wysłane do parrochiae położonych poza murami miasta i nie powinno się go wysyłać na zbyt daleko. Prezbiterom z kościołów cmentarnych położonych poza murami miasta przysługiwało prawo i pozwolenie na sprawowanie sakramentów.
Treść listu nie pozwala na stwierdzenie, czy prezbiterzy z tituli mogli sprawować Eucharystię, czy też mogli jedynie celebrować liturgię słowa i rozdawać komunię. W każdej z tych opcji byłaby inna funkcja otrzymywanego przez nich fermentum.

#### DokumentOrdo romanus II
Dalsze informacje na temat fermentum przynosi dokument Ordo romanus II z VIII w., który doprecyzowywał szczegóły czynności, które musiały być wykonywane podczas liturgii, w sytuacji gdy papież nie mógł osobiście odprawić Eucharystii stacyjnej w titulus i gdy był zastępowany przez innego biskupa.
W VIII w. fermentum było rozumiane jako cząstka konsekrowanego chleba eucharystycznego z papieskiej liturgii, zanoszonego przez subdiakona oblationariusza do danego z rzymskich 
tituli. Cząstkę tę archidiakon podawał biskupowi, który zastępował papieża i sprawował pełną Eucharystię, a ów biskup już po konsekracji chleba i wina wkładał ją do kielicha tuż przed komunią świętą (przyjmowaną pod dwiema postaciami), a po trzykrotnym wezwaniu „Pokój Pański niech zawsze będzie z wami” („Pax Domini sit semper vobiscum”). Zauważalna jest więc ewolucja istoty rytu fermentum. Wnioskować można, że w VIII w. liturgia w rzymskim tituli była kompletną Eucharystią. Potwierdzać ten fakt zdają się także teksty liturgiczne spisane w sakramentarzu gelazjańskim podają kompletne formularze mszalne na niedziele. Część badaczy uważa jednak, że prezbiterzy z tituli nie mieli prawa samodzielnie sprawować pełnej Eucharystii. Taka hipoteza dawałaby uzasadnienie dla stosowanej nazwy „fermentum”. Włożenie przez prezbitera konsekrowanej cząstki do kielicha z winem mogło stanowić sposób jego konsekracji poprzez kontakt – jak zaczyn. Aż do średniowiecza praktykowano taki sposób postępowania z konsekrowaniem wina przy zanoszeniu komunii do chorych i wielu ówczesnych teologów uważało, że konsekrowany chleb rzeczywiście przekazywał konsekrację winu. Z kolei przeciwna hipoteza historyków liturgii chrześcijańskiej, jakoby prezbiterzy z tituli mieliby wkładać fermentum do już skonsekrowanego wina, nie dawałaby uzasadnienia nazwy nawiązującej do zaczynu. 
Znaczenie zanurzania konsekrowanej partykuły Chleba eucharystycznego (commixto) ma kilka wyjaśnień. Nazwa zwyczaju fermentum, rozumianego jako okazanie jedności z biskupem, odnosiła się także do Eucharystii biskupa, która miała fermentować, być zaczynem dla innych liturgii eucharystycznych w diecezji. 
Profesor Pierre Nautin, francuski historyk wczesnego kościoła uważał, że na liturgie w tituli przychodzili jedynie katechumeni i pokutujący (którzy nie mieli prawa uczestniczyć w pełnej Eucharystii) oraz wyznawcy, którzy chcieli tylko wysłuchać liturgii słowa, bez przystępowania do sakramentu Eucharystii. Tym samym fermentum przekazywane z liturgii papieskiej było przeznaczone wyłącznie dla prezbitera. Należy jednak rozróżnić dostarczanie fermentum dla prezbiterów mających w opiece dane tituli, od liturgii sprawowanych przez biskupa w zastępstwie papieża. W tym drugim przypadku sprawowana była pełna Eucharystia, ale wkładanie fermentum do kielicha, nie miało już na celu dokonania konsekracji wina, ale ukazania łączności danego biskupa z Eucharystią sprawowaną przez papieża na Lateranie.

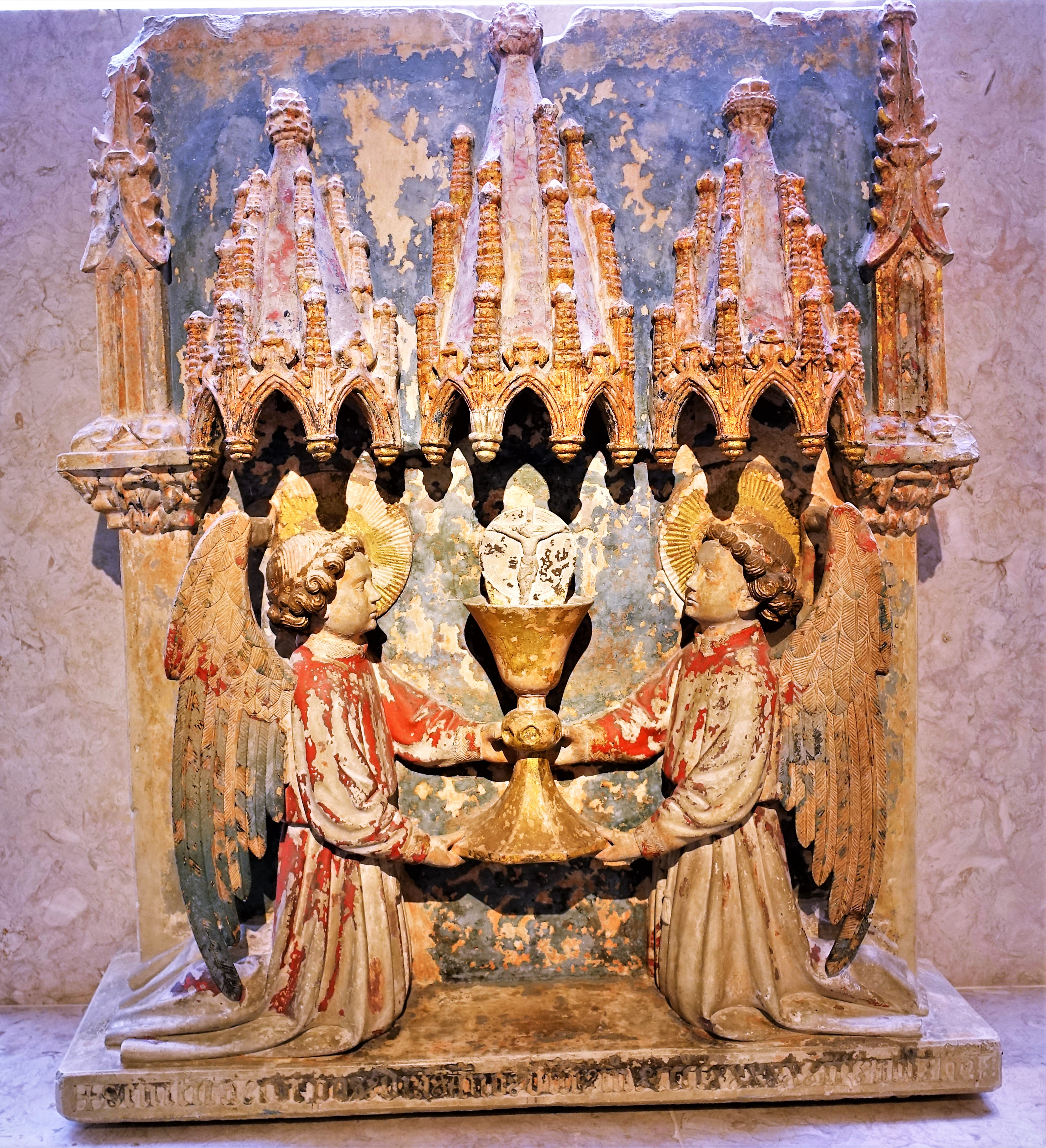
Rzeźba z kaplicy Bożego Ciała, autorstwa Joao Afonso, (1448) - Muzeum Narodowe Machado de Castro - Coimbra, Portugalia

#### Sancta
W średniowieczu fermentum dało początek rytowi sancta. Po raz pierwszy został on opisany w zredagowanym między 700 a 750 dokumencie wyjaśniającym przebieg papieskiej uroczystej Eucharystii w średniowieczu – Ordo I, Dokument opisuje, że przed dojściem papieża do ołtarza podchodziło do niego dwóch akolitów ze szkatułą, w której przechowywana była cząstka chleba konsekrowanego podczas poprzedniej liturgii. Po dokonaniu konsekracji wina cząstka ta była wkładana do kielicha i w ten sposób łączyły się dwie postaci Eucharystyczne. Ryt ten miał prawdopodobnie symbolizować ciągłość, identyczność i jedność Eucharystii. Tak jak gest łamania konsekrowanego chleba symbolizował oddzielenie duszy od ciała, tak gest łączenia konsekrowanego chleba i wina zaczął symbolizować zmartwychwstałe ciało Jezusa Chrystusa. W VIII wieku fermentum nie było już wysyłane do prezbiterów z tituli w każdą niedzielę, ale tylko w największe święta: Boże Narodzenie, Wielki Czwartek, Wielką Sobotę, Wielkanoc, Zesłanie Ducha Świętego, a w sposób szczególny było celebrowane podczas liturgii Wigilii Paschalnej.
Zwyczaj przesyłania fermentum funkcjonował w Rzymie co najmniej do końca IX w. Najdłużej (z lekką zmianą symboliki) utrzymał się w liturgii Eucharystii przy święceniach, w której to miał podkreślać łączność między papieżem, a nowymi współpracownikami. Neoprezbiterzy otrzymywali konsekrowany przez papieża chleb i przez pierwszych osiem dni z niego pochodziły partykuły do ich komunii. Zwyczaj ten nie trwał zbyt długo. Brak poświadczenia jego funkcjonowania już w XIII w. Przetrwał dłużej przy święceniach biskupich. Przez 8 dni po rycie konsekracji komunię z fermentum przyjmowały także dziewice. Zwyczaj ten pojawił się pod koniec IX w. i trwał do schyłku średniowiecza.

### Współczesność
W kościołach wschodnich ryt zmieszania konsekrowanego chleba i wina przetrwał do czasów najnowszych. W Kościele katolickim zwyczajna forma rytu rzymskiego (Ordo Missae) po soborze watykańskim II przewidziała zachowanie rytu zmieszania obu postaci eucharystycznych – konsekrowanego chleba i wina – oraz wypowiadaną formułę. Ogólne wprowadzenie do mszału rzymskiego opisuje: „Kapłan łamie chleb i wpuszcza do kielicha cząstkę Hostii na znak zjednoczenia Ciała i Krwi Pańskiej w dziele zbawienia, to znaczy połączenia Ciała i Krwi Jezusa żyjącego i chwalebnego”.
Współczesny Asyryjski Kościół Wschodu, podobnie jak inne kościoły wschodnie, w liturgii stosuje chleb kwaszony. Do wypieku tego chleba, oprócz wody i mąki, używa „świętego zaczynu chlebowego”, który – zgodnie z tradycją nestorianiańską – ma pochodzić z kawałków konsekrowanego chleba, które Jan Ewangelista miał otrzymać od Jezusa podczas ostatniej wieczerzy, po czym umoczyć w krwi Chrystusa pod krzyżem. Zaczyn ten, przekazywany i odnawiany przez pokolenia, nazywany jest Malkā (syr.) lub właśnie fermentum.